# Эгенер, Минни
Минни Эгенер (англ. Minnie Egener; 1881—1938) — американская оперная певица (меццо-сопрано).

## Биография
Дебют певицы в опере состоялся в 1904 году, в труппе «Метрополитен-опера», когда она исполнила роль одной из девушек-цветов в оперетте «Парсифаль» Рихарда Вагнера. В 1906 году отправилась в Италию и выступала там в различных оперных театрах по всей этой стране. В 1910 году исполнила роль Алисы в оперетте «Лючия ди Ламмермур» Гаэтано Доницетти, выступив вместе с Луизой Тетраццини в театре Регио ди Парма. Также она появлялась в небольших ролях на выступлениях, проходивших в Ковент-Гардене и в центре Манхэттена. В течение следующих четырёх лет она выступала в Филадельфийской и Чикагской оперных труппах. В 1914 году вернулась в «Метрополитен-опера», но в последующие восемнадцать лет исполняла в основном второстепенные роли. В частности, Эгенер участвовала в оригинальных постановках «Деревенские Ромео и Джульетта» Фредерика Дилиуса в 1907 году, «Кентерберийские пилигримы» Реджинальда Де Коуэна в 1917 году, «Сестра Анджелика» Джакомо Пуччини в 1918 году, в опере Альберта Вольффа «Синяя птица» в 1919, «Бандит Короля» Димса Тейлора в 1927, и в его же постановке «Питер Иббетсон» в 1931 году. Последнее выступление певицы состоялось в декабре 1932 года, в опере Джузеппе Верди «Травиата». Оно стало 752 по счёту выступлением на «Метрополитен-опера». После этого она преподавала вокал в Нью-Йорке, а затем в Новом Орлеане. Вышла замуж за дирижёра Луиса Хассельманса (1878—1957). Скончалась в Новом Орлеане в 1938 году.

## Записи
Эгенер сделала пять записей на лейбле RCA Victor, включая партии секстета из «Лючия ди Ламмермур» вместе с Энрико Карузо и Амелитой Галли-Курчи.